# Igor Runov
Igor Vasilyevich Runov (em russo:  Игорь Васильевич Рунов; Moscou, 8 de fevereiro de 1963) é um ex-jogador de voleibol da Rússia que competiu pela União Soviética nos Jogos Olímpicos de 1988 e pela Equipe Unificada nas Olimpíadas de 1992.
Em 1988, ele fez parte do time soviético que conquistou a medalha de prata no torneio olímpico, no qual atuou em quatro partidas. Quatro anos depois, ele participou de seis confrontos e terminou na sétima colocação com a equipe unificada na competição olímpica de 1992.